# 東洋チャンピオンスカウト
東洋チャンピオンスカウト（とうようチャンピオンスカウト）は、TBSテレビ（放送開始当時:ラジオ東京テレビ）で放送されたプロボクシング番組である。

## 概要
1955年6月10日に極東ボクシングクラブとのタイアップにより放送開始。
毎週木曜21:30より90分の放送（後期は21:30 - 22:15の45分枠に短縮）。題名から、地域タイトルを抱える東洋太平洋ボクシング連盟が当時東洋ボクシング連盟であったためそれと混同されがちであるが、タイトルの「東洋」は東洋工業（現：マツダ）が冠提供（協賛）スポンサーとなっているためである。後にモービル石油（現：ENEOS）もスポンサーに加わった。
試合中継のみならず、番組内で「ボクシング教室」を企画し、沼田義明らを輩出したことでも有名である。
1969年3月27日まで678回放送された。その後1969年4月3日からは「ボクシング中継」と改題して木曜22:15 - 23:00に移動し、1970年3月26日まで続けた。

## 解説
- 郡司信夫
- 白井義男

## 実況
- 渡辺謙太郎
- 山田二郎
- 吉川久夫
- 岡部達
- 藤田和弘

## 放送局
- TBS（制作局）
- 北海道放送
- 岩手放送
- 東北放送
- 山形放送
- 福島テレビ
- 新潟放送
- 北陸放送
- 信越放送
- 静岡放送
- 中部日本放送
- 朝日放送
- 山陰放送
- 山陽放送
- 中国放送
- RKB毎日放送
- 長崎放送
- 熊本放送
- 大分放送
- 宮崎放送
- 南日本放送
- 琉球放送

ほか

## その他
- 2001年発刊の『TBS50年史』付属のDVDに、第244回放送分の「ファイティング原田×ジョー・メデル」戦が、オープニングタイトル[2]と共に収録されている。